# Elezioni parlamentari in Islanda del 2013
Le elezioni parlamentari in Islanda del 2013 si tennero il 27 aprile per il rinnovo dell'Althing. In seguito all'esito elettorale, Sigmundur Davíð Gunnlaugsson, espressione del Partito Progressista, divenne Primo ministro.

## Risultati
| Partito dell'Indipendenza  | 50 455  | 26,70 | 19 |  |  |  |
| Partito Progressista       | 46 173  | 24,43 | 19 |  |  |  |
| Alleanza Socialdemocratica | 24 294  | 12,85 | 9  |  |  |  |
| Sinistra - Movimento Verde | 20 546  | 10,87 | 7  |  |  |  |
| Futuro Luminoso            | 15 584  | 8,25  | 6  |  |  |  |
| Partito Pirata             | 9 648   | 5,10  | 3  |  |  |  |
| Alba                       | 5 855   | 3,10  | –  |  |  |  |
| Flokkur Heimilanna         | 5 707   | 3,02  | –  |  |  |  |
| Lýðræðisvaktin             | 4 658   | 2,46  | –  |  |  |  |
| Hægri grænir               | 3 262   | 1,73  | –  |  |  |  |
| Arcobaleno                 | 2 021   | 1,07  | –  |  |  |  |
| Landsbyggðarflokkurinn     | 326     | 0,17  | –  |  |  |  |
| Framfaraflokkurinn         | 222     | 0,12  | –  |  |  |  |
| Partito Umanista           | 126     | 0,07  | –  |  |  |  |
| Alþýðufylkingin            | 118     | 0,06  | –  |  |  |  |
| Totale                     | 188 995 | 100   | 63 |  |  |  |
|                            |         |       |    |  |  |  |
| Voti non validi            | 4 827   | 2,49  |    |  |  |  |
| Votanti                    | 193 822 |       |    |  |  |  |

| Riepilogo dei seggi (+/- elezioni 2009) | Riepilogo dei seggi (+/- elezioni 2009) | Riepilogo dei seggi (+/- elezioni 2009) | Riepilogo dei seggi (+/- elezioni 2009) | Riepilogo dei seggi (+/- elezioni 2009) | Riepilogo dei seggi (+/- elezioni 2009) | Riepilogo dei seggi (+/- elezioni 2009) |
| --------------------------------------- | --------------------------------------- | --------------------------------------- | --------------------------------------- | --------------------------------------- | --------------------------------------- | --------------------------------------- |
|                                         |                                         |                                         |                                         |                                         |                                         |                                         |
| VG                                      | 7                                       | ▼ 7                                     |                                         | Samfylkingin                            | 9                                       | ▼ 11                                    |
| Píratar                                 | 3                                       | Nuovo                                   |                                         | BF                                      | 6                                       | Nuovo                                   |
| FSF                                     | 19                                      | ▲ 10                                    |                                         | Sjálfstæðisflokkurinn                   | 19                                      | ▲ 3                                     |
| Borgarahreyfingin                       | 0                                       | ▼ 4                                     |                                         |                                         |                                         |                                         |